# Alberto del Solar (futbolista)
Alberto Del Solar Prado (Jesús María, Lima, 1 de enero de 1930 - 23 de septiembre del 2014) fue un futbolista peruano que se desempeñaba como defensa. Fue uno de los primeros capitanes del Sporting Cristal con el que campeonó en 1956 y en 1961. 
Antes de ser futbolista trabajó en el Estanco de Tabaco del Perú y luego pasó al Club Sporting Tabaco, después de su retiro trabajó para Backus y Johnston.
Fue hijo de Enrique del Solar Sánchez y de Leonor Prado. Falleció en Lima el 23 de septiembre de 2014.

## Trayectoria
Del Solar jugó 8 años por el antiguo Sporting Tabaco desde 1948 con el que consiguió un subcampeonato en 1954. Fue uno de los que vivieron la fusión con el Sporting Cristal y consiguió su primer título en 1956.
Alternaba en la capitanía con Alfredo Cavero hasta 1958, entre 1959 y 1960 la alternaba con Anselmo Ruíz, en 1961 la alternaban también con Nicolás Nieri donde consiguió su segundo título con el cuadro rimense.
En 1962 cedió la capitanía a Anselmo Ruíz, Nicolás Nieri y a jóvenes promesas como Orlando de La Torre y Roberto Elías. Se convirtió en uno de los referentes del club y luego de su retiro en 1962 formó parte de muchas directivas del Sporting Cristal.

## Clubes
| Club             | País | Año         |
| ---------------- | ---- | ----------- |
| Sporting Tabaco  | Perú | 1948 - 1955 |
| Sporting Cristal | Perú | 1956 - 1962 |

## Palmarés
| Título                    | Club             | País | Año  |
| ------------------------- | ---------------- | ---- | ---- |
| Primera División del Perú | Sporting Cristal | Perú | 1956 |
| Primera División del Perú | Sporting Cristal | Perú | 1961 |